# Багрец (деревня)
Багрец — опустевшая деревня в составе Большеарьевского сельсовета в Уренском районе Нижегородской области.

## География
Находится на расстоянии примерно 9 километров по прямой на северо-восток от районного центра города Урень.

## История
Деревня была основана в XVIII веке переселенцами из Бобылевки, названа по местной речке, до 1768 года относилась к главной дворцовой канцелярии, потом Придворной конторы, с 1797 крестьяне стали удельными. Население было старообрядцами. В 1870 году учтено 24 двора и 176 жителей, в 1916 году было учтено 48 дворов и 224 жителя. В советское время работали колхозы «Труженик» и «Арьевский», были магазин, почта, клуб. В 1978 году было 11 дворов и 23 жителя, а в 1988 году опустела.

## Население
Постоянное население не было учтено как в 2002 году, так и в 2010.